# Argyreia luzonensis
Argyreia luzonensis är en vindeväxtart som först beskrevs av Hallier f., och fick sitt nu gällande namn av V. Ooststr. Argyreia luzonensis ingår i släktet Argyreia och familjen vindeväxter. Inga underarter finns listade i Catalogue of Life.